# Platythyrea
Platythyrea is een geslacht van vliesvleugelige insecten van de familie Mieren (Formicidae).

## Soorten
- P. angusta Forel, 1901
- P. arnoldi Forel, 1913
- P. arthuri Forel, 1910
- P. bicuspis Emery, 1899
- P. bidentata Brown, 1975
- P. brunnipes (Clark, 1938)
- P. clypeata Forel, 1911
- P. conradti Emery, 1899
- P. cooperi Arnold, 1915
- P. cribrinodis (Gerstäcker, 1859)
- P. crucheti Santschi, 1911
- P. dentinodis (Clark, 1930)
- P. exigua Kempf, 1964
- P. frontalis Emery, 1899
- P. gracillima Wheeler, W.M., 1922
- P. inermis Forel, 1910
- P. lamellosa (Roger, 1860)
- P. lenca De Andrade, 2004
- P. matopoensis Arnold, 1915
- P. micans (Clark, 1930)
- P. mocquerysi Emery, 1899
- P. modesta Emery, 1899
- P. nicobarensis Forel, 1905
- P. occidentalis André, 1890
- P. parallela (Smith, F., 1859)
- P. pilosula (Smith, F., 1858)

- P. prizo Kugler, C., 1977
- P. punctata (Smith, F., 1858)
- P. quadridenta Donisthorpe, 1941
- P. sagei Forel, 1900
- P. schultzei Forel, 1910
- P. sinuata (Roger, 1860)
- P. strenua Wheeler, W.M. & Mann, 1914
- P. tenuis Emery, 1899
- P. tricuspidata Emery, 1900
- P. turneri Forel, 1895
- P. viehmeyeri Santschi, 1914
- P. zodion Brown, 1975